# Raoul Petouille
Raoul Petouille, né le 3 janvier 1894 à Rosnay et mort le 4 mars 1978 au Kremlin-Bicêtre, est un coureur cycliste français, professionnel de 1921 à 1927.

## Biographie
Raoul Petouille est mobilisé dans la marine pendant la Première Guerre mondiale.

## Distinctions
- Croix de guerre 1914-1918, étoile de bronze[2]

## Palmarès
- 1921
  - Paris-La Flèche
  - Paris-Rouen
- 1922
  - Circuit du Finistère
  - Circuit de l'Allier
  - 3e de Tours-Angers-Tours
- 1925
  - 2e de Tours-Angers-Tours
  - 2e de Paris-Angers
- 1926
  - Circuit de la Vienne
  - Circuit du Cantal

## Résultats sur les grands tours

### Tour de France
2 participations
- 1921 : abandon à la 3e étape
- 1927 : abandon à la 8e étape